# August Friedrich Karl von Ziegesar
Freiherr August Friedrich Karl von Ziegesar, auch August Friedrich Carl von Ziegesar (* 5. April 1746, anderes Datum 4. Juni 1746 auf Schloss Drackendorf; † 19. Dezember 1813 im Schloss Weimar), war ein Geheimrat und Kanzler im Herzogtum Sachsen-Gotha-Altenburg sowie Generallandschaftsdirektor im Herzogtum Sachsen-Weimar-Eisenach.

## Leben

### Familie
August Friedrich Karl von Ziegesar entstammte dem Adelsgeschlecht von Ziegesar, das ursprünglich aus der Mark Brandenburg stammte und deren Name sich von der Bischofsburg Ziesar ableitete.
Er war der Sohn des Oberjägermeisters Karl Siegmund von Ziegesar (* 14. September 1696 in Eschenau; † 22. Mai 1754 in Drackendorf) und dessen erster Ehefrau Christiane Sophie von Griesheim (* 19. März 1722; † 16. Juni 1747 in Drackendorf), Tochter von August von Griesheim (1691–1733), Hof-, Justiz-, Konsistorial- und Landkammerrat in Zeitz. Die Mutter war Erbin von Drackendorf. Aus der zweiten Ehe seines Vaters mit Christiane Sophie Luise Freiin von Buttlar-Grumbach (* 9. November 1726 in Arnstadt; † 17. Mai 1781 in Rudolstadt) hatte er noch weitere Geschwister, zu diesen gehörte unter anderem der Oberjägermeister Franz Louis Ernst Carl von Ziegesar.
Er war seit dem 29. März 1769 mit Magdalene Auguste (* 3. Oktober 1751 in Sonneborn; † 24. März 1809 in Jena), eine Tochter von Friedrich Jobst von Wangenheim (1720–1760), verheiratet; gemeinsam hatten sie drei Söhne und vier Töchter:
- Amalie Ernestine Louise Auguste Friederike von Ziegesar (* 1769; † 22. August 1825 in Karlsbad)[6], verheiratet mit Karl Julius von Scheliha (* 28. August 1755 in Groß-Krutschen (heute Krościna Wielka in Niederschlesien); † 24. April 1814 in Breslau);
- Ernst Carl von Ziegesar (* 1771[7] in Drakendorf; † 1794 oder 1796 in Paramaribo auf Suriname), nassauischer Oberhofmeister und Herr auf Schierstein am Rhein;
- Luise Juliane Cecilie von Ziegesar (* 1773; † 12. September 1831), verheiratet mit Christian Ferdinand Georg von Werthern (* 9. Juni 1738 in Breslau; 7. August 1800 in Frohndorf); ihr gemeinsamer Sohn war der spätere Politiker Ottobald von Werthern und ihre Tochter Luise von Werthern (1798–1891) war mit dem Diplomaten Hans Heinrich von Könneritz verheiratet;
- Charlotte Luise Auguste von Ziegesar (* 12. Juni 1775 in Gotha; † 8. November 1837 ebenda), verheiratet mit Freiherr Adam Carl Friedrich von Wangenheim (1770–1846)[8];
- Friedrich von Ziegesar (* 15. November 1779 in Gotha; † 30. Oktober 1832 in Hummelshain), verheiratet in erster Ehe mit Elisabeth Charlotta Maria (* 15. März 1774 in Schwerin; † 12. Dezember 1803 in Gotha), Tochter von Christoph Albrecht von Kamptz (1741–1816). In zweiter Ehe heiratete er Anna Eleonore Maria (* 3. August 1786 in Euseküll; † 4. September 1821 in Reval), Tochter von Christian Wilhelm von Berg (1760–1789);
- Anton von Ziegesar (* 26. Juni 1783 in Gotha; † 13. November 1843 in Drackendorf), Jurist; verheiratet mit Luise Auguste Friedrike Amalie Freiin von Stein zu Nord- und Ostheim (1781–1855), frühere Hofdame bei Herzogin Anna Amalia;
- Sylvie von Ziegesar (* 21. Juni 1785 im Schloss Drackendorf; † 13. Februar 1858 in Großneuhausen bei Sömmerda), verheiratet mit dem späteren Allstedter Superintendenten Friedrich August Koethe (1781–1850).

August Friedrich Karl von Ziegesar war Erb-, Lehns- und Gerichtsherr auf Drackendorf, Zöllnitz, Laasdorf, Ilmnitz, Wöllnitz und Rutha.
Er wurde gemeinsam mit seiner Ehefrau in Drackendorf beigesetzt.

### Werdegang
Nachdem er im Alter von acht Jahren seinen Vater 1754 verloren hatte, kam August Friedrich Karl von Ziegesar unter die Vormundschaft des Rechtswissenschaftlers der Universität Jena Johann August von Hellfeld, der ihn in seinem Haus aufnahm und für seine Ausbildung sorgte.
Im Alter von fünfzehn Jahren begann er 1761 an der Universität Jena mit einem Studium der Rechtswissenschaften und der alten Sprachen sowie Philosophie. 1765 promovierte er mit seiner Dissertation Dissertatio iuris publici De visitatione Iudicii Cameralis Imperii und wurde am 3. März 1766 als Regierungsrat von Herzog Friedrich III. nach Gotha berufen. Während des Studiums hatte sich eine Freundschaft mit Christian Gottlob von Voigt entwickelt, der später Präsident des Staatsministeriums in Weimar wurde.
Nachdem er am 30. Dezember 1768 zum Hofrat berufen worden war, erfolgte am 29. Januar 1771 seiner Ernennung zum Kammerherrn. 1780 wurde er Beisitzer des herzoglichen Obersteuerkollegiums in Altenburg und Deputierter beim landschaftlichen Ausschuss.
Während seines Aufenthaltes in Gotha wurde er durch Herzogin Dorothea und der Oberhofmeisterin Juliane Franziska von Buchwald (1707–1789), die beide mit Friedrich II. und Voltaire befreundet waren und im Briefwechsel mit diesen standen, in seiner Weiterbildung gefördert.
Am 4. Oktober 1782 wurde er durch Herzog Ernst zum Oberkonsistorial-Vizepräsident und zugleich zum Geheimen Regierungsrat, am 23. Dezember 1785 zum Vizekanzler mit dem Direktorium bei der Regierung und fünf Jahre später am 29. November 1790 zum Geheimrat und Kanzler ernannt. Am 6. März 1792 wurde er auch Hofrichter am Hofgericht in Jena, bei dem er seit dem 12. März 1774 bis dahin Beisitzer war. 1795 wurde er Mitglied des Geheimen Ratskollegiums.
Am 7. Mai 1804 erfolgte seine Ernennung zum Wirklichen Geheimen Rat.
Aus gesundheitlichen Gründen bat er Ende 1808 um seine Pensionierung; nachdem dies bei voller Besoldung gewährt worden war, zog er sich auf sein Gut Drackendorf zurück, das er zu einer Musterwirtschaft umgestaltete; zum Gut gehörte auch die Ruine der Lobdeburg.
1809 ernannte ihn Herzog Karl August zum Generallandschaftsdirektor und beauftragte ihn, eine Vereinigung der bis dahin noch getrennt bestehenden weimarischen, eisenachischen und jenaischen Landschaft durchzuführen; diese Aufgabe konnte er mit der Constitution der vereinigten Landschaft der herzoglich Weimar- und Eisenachischen Lande, mit Einschluß der Jenaischen Landesportion, jedoch mit Ausschluß des Amtes Ilmenau vom 20. September 1809 zur vollsten Zufriedenheit des Herzogs ausführen. Eine weitere Aufgabe in dieser Funktion war der Entwurf eines Finanzetats für die Universität Jena, das sein letztes Werk wurde.

### Berufliches Wirken
August Friedrich Karl von Ziegesar war Vorsitzender der Waisen-Armen-Arbeits- und Zuchthauskommission, der Witwensozietätskommission sowie der Almosen- und Baukommission; der Witwensozietät ließ er eine Verfassung geben und konnte sie hierdurch vor dem Verfall retten.
Als Vizepräsident des Oberkonsistoriums bewirkte er von 1782 bis 1785 eine vollständige Reorganisation dieser Behörde, so ließ er unter anderem die Amtsbefugnisse und Pflichten des Generalsuperintendenten näher bestimmen; in dieser Zeit entwickelte sich auch eine Freundschaft zum Generalsuperintendenten Johann Benjamin Koppe. Weiterhin konnte ein Lehrerseminar mit einer damit verbundenen Übungsschule eingerichtet werden; hierdurch konnte die Besetzung von Stellen sowie das Verteilen von Stipendien besser kontrolliert werden; die Übungsschule wurde später durch den Generalsuperintendenten Josias Friedrich Löffler beaufsichtigt und geleitet.
Nachdem er 1785 Vizekanzler geworden war, ließ er durch die Einführung von Kontrollen und das Einrichten von Depositenbüchern eine Verbesserung im Geschäftsgang im Justizwesen bewirken. Dazu führte er eine Verbesserung des Polizei- und Kämmereiwesens und er machte seinen ganzen Einfluss geltend, um durch die Pflanzung von Tausenden von Obstbäumen den Wohlstand im Herzogtum zu fördern. Seine neu eingeführte Lehnsordnung vermied Streitigkeiten und Prozesse.
Seine Gesindeordnung für das Herzogtum Sachsen-Gotha-Altenburg behielt noch lange Jahre nach seinem Tod ihre Gültigkeit.
Er sorgte auch dafür, dass alle Ortschaften des Herzogtums mit Feuerwehren und dementsprechendem Feuerlöschmaterial ausgestattet wurden.
Anlässlich eines Rechtsstreits gab er 1794 die Schrift Darstellung der vor dem herzoglich-sächsischen Justizamte zu Gotha wider den Schwertfeger Johann Gotthard Sartorius anhängig gewesenen Untersuchung wegen eines demselben angeschuldigten doppelten Ehebruchs heraus; diese Schrift führte in Fachkreisen aufgrund der Gelehrsamkeit und Geistesschärfe zu einem erheblichen Aufsehen.
Er erhielt von Luise Friederike (1732–1804), eine Schwester des Staatsministers Sylvius Friedrich von Frankenberg und Ludwigsdorff, den Auftrag, ein Krankenhaus einzurichten, das sie, gemeinsam mit ihrem Bruder und der weiteren Schwester Adolphine Eberhardine (1734–1811), stiftete und mit 18.000 Reichstalern ausstattete. Das sogenannte Frankenbergsche Krankenhaus nahm 1803 seinen Betrieb auf und existierte bis 1878 in der Großen Fahnenstraße 18 in Gotha.

## Mitgliedschaften
August Friedrich Karl von Ziegesar war während des Studiums Mitglied des Lateinischen Gesellschaft in Jena, die von Johann Ernst Immanuel Walch geleitet wurde.

## Trivia
August Friedrich Karl von Ziegesar pflegte eine enge Freundschaft mit Johann Wolfgang von Goethe, der auch Pate des ersten Kindes von Sylvie von Ziegesar wurde; er besuchte in der Zeit von 1776 bis 1820 über 30-mal das Gut und Schloss Drackendorf.

## Schriften (Auswahl)
- Dissertatio iuris publici De visitatione Iudicii Cameralis Imperii. Heller, Jenae 1765 (books.google.de Digitalisat).
- Darstellung der vor dem herzoglich-sächsischen Justizamte zu Gotha wider den Schwertfeger Johann Gotthard Sartorius anhängig gewesenen Untersuchung wegen eines demselben angeschuldigten doppelten Ehebruchs. Gotha 1794 (books.google.de Digitalisat).